# بييرو براليا
بييرو براليا (بالإيطالية: Piero Braglia) هو مدرب كرة قدم ولاعب كرة قدم إيطالي في مركز الوسط، ولد في 10 يناير 1955 في غروسيتو في إيطاليا. لعب مع فيورنتينا ونادي تريستينا ونادي كاتانزارو ونادي كاتانيا ونادي كريمونيسي.

## وصلات خارجية
- بييرو براليا على موقع قاعدة بيانات كرة القدم.إي يو (الإنجليزية)
- بييرو براليا على موقع عالم كرة القدم.نت (الإنجليزية)